# Jimramov
Jimramov (németül Ingrowitz; település Csehországban, a Žďár nad Sázavou-i járásban. Lakosainak száma 1207 fő (2024. január 1.).
Hozzá tartozó települések Benátky, Sedliště, Trhonice és Ubušín.

## Fekvése
Jimramov Nedvězí, Strachujov, Unčín, Věcov, Ubušínek, Dalečín, Nový Jimramov, Korouhev és Borovnice településekkel határos.

## Népesség
A település lakosságának változását az alábbi diagram mutatja:
| Lakosok száma | 2233 | 2300 | 2332 | 1723 | 1454 | 1211 | 1186 | 1145 | 1141 | 1207 |
|               | 1869 | 1890 | 1921 | 1950 | 1980 | 2001 | 2017 | 2019 | 2022 | 2024 |

## Híres személyek
- Itt született Egbert Belcredi (1816–1894) osztrák politikus
- Itt született Richard Belcredi (1823–1902) osztrák politikus
- Karel Slavíček (1678–1735), cseh jezsuita, misszionárius,matematikus, csillagász és sinológus
- Matěj Josef Sychra (1776–1830), cseh nyelvtudós és író
- Jan Karafiát (1846–1929), cseh evangélikus pap, író, publicista
- Alois Mrštík (1861–1925), cseh író és dramaturg
- Vilém Mrštík (1863–1912), cseh író, dramaturg, fordító és kritikus
- František Žemlička (1891–1970), cseh  szobrász
- Bohuslav Kozák (1903–1938), cseh festő
- Čeněk Dobiáš (1919–1980), cseh festő